# Canifa pallipennis
Canifa pallipennis är en skalbaggsart som beskrevs av Leconte 1878. Canifa pallipennis ingår i släktet Canifa och familjen ristbaggar. Inga underarter finns listade i Catalogue of Life.